# La T invisible
La T invisible es un cortometraje documental dirigido por la cineasta venezolana Patricia Ortega estrenado en 2017. El documental trata las temáticas de género, identidad y orientación sexual.

## Sinopsis
La T invisible es un documental que trata los límites del género, la identidad y la orientación sexual. Sigue a Sharom, quien comparte vestidos y ropa interior con su esposa, y a la dualidad entre el lado masculino que es su apariencia pública y el femenino, que es su expresión censurada.

## Estreno
El cortometraje formó parte de la muestra de cortometrajes del Festival de Cine Documental de Caracas en 2020.El mismo fue proyectada en la Sala José Ignacio Cabrujas de la Biblioteca Los Palos Grandes, en Caracas, durante el Día Nacional del Cine.
En 2021, como propósito del Día del Orgullo, fue una de las películas proyectadas en la primera edición de Encuentro Diverso,al igual que en el Festival Audiovisual Canal Clandestino el mismo año.

## Recepción
La T invisble fue reconocida como el mejor corto documental en el VII Encuentro para Cinéfagos, en el Festival de CineArte en la Frontera de 2017.